# Atom Smasher (Marvel Comics)
Ne doit pas être confondu avec Atom Smasher (DC Comics).
Atom Smasher est un super-vilain appartenant à l’univers de Marvel Comics. 
Trois personnages ont utilisé l'identité costumée d’Atom Smasher.
Le premier a été créé par Tony Isabella et George Tuska, et est apparu pour la première fois dans Black Goliath #1 en 1976. Le deuxième, frère de l’original, a été créé par Tom DeFalco et Ron Wilson dans Marvel Two-In-One #85 en 1982. Le dernier en date fit sa première apparition dans Iron Man #287, en 1992, par Len Kaminski et Kevin Hopgood.

## Origines

### Atom Smasher I : Ronald English
En travaillant avec son frère Michael, le scientifique Ronald English fabriqua un prototype de radiateur nucléaire pour le compte de Cross Technological Enterprises, à Los Angeles. Ayant perdu les droits sur son invention, English prit les plans pour en construire un autre et devint le criminel Atom Smasher.
Il commença à dévaliser plusieurs entrepôts stockant du matériel radioactif, échappant facilement à Black Goliath.
Lors de leur deuxième rencontre, English fut tué d'une balle en pleine tête par Warhawk.

### Atom Smasher II : Michael English
Quelque temps plus tard, Michael reprit le costume et se fit muter en s'exposant directement au radiateur.
Dans le but de construire une bombe, il pilla plusieurs entreprises et fut retrouvé par Jessica Drew, qui enquêtait pour les compagnies d'assurance, et la Chose des Quatre Fantastiques. Son invention surchauffa et explosa, le tuant sur le coup.
Black Goliath fut gravement irradié par ce super-vilain mais fut plus tard sauvé par le sang de Spider-woman.

### Atom Smasher III
Un ancien employé de Stane International devint le troisième Atom Smasher, sans aucun lien avec les deux autres.
Il avait découvert que son usine rejetait des composants radioactifs depuis les années 1940. Alors qu’il menaçait de révéler l'affaire à la presse, il fut exécuté, son corps dissimulé dans un bidon et jeté dans la rivière. Mais il survécut et revint se venger, sous le nom d'Atom Smasher.
Il retourna à son ancienne usine où il déclara publiquement qu'il allait la faire sauter, pour attirer l'attention des médias sur les problèmes d’environnement.
Jim Rhodes (alors remplaçant d’Iron Man et directeur de Stark Enterprises, qui venait de racheter Stane) l'affronta et perdit ce premier combat.
Le gouvernement américain, qui avait des contrats avec Stane, envoya son agent Firepower mais Iron Man II avait découvert la véritable motivation d'Atom Smasher. Rhodes promit de faire fermer l'usine polluante et sauva l’éco-terroriste de Firepower.
On ignore ce qu'il est devenu depuis, mais il semble avoir mis fin à sa carrière car Rhodes tint parole et nettoya les dégâts.

## Pouvoirs
- Atom Smasher I portait une combinaison pouvant émettre des ondes radioactives. La radioactivité était suffisante pour provoquer des vomissements et des pertes de connaissance.
- Atom Smasher II n'avait plus besoin de la combinaison.
- Ils avaient tous deux à disposition un gang de criminels.

- Le troisième Atom Smasher avait été irradié par des isotopes. Il pouvait émettre à son tour des ondes radioactives, auquel il était lui-même insensible. Les effets lui permettaient de projeter des rayons de force, des vagues de chaleur et même de voler à faible vitesse.
- Il utilisait une armure légère.

## Sources
- (en) Atom-Smasher I sur l’Appendix to the Handbook of the Marvel Universe
- (en) Atom-Smasher II sur l’Appendix to the Handbook of the Marvel Universe
- (en) Atom-Smasher III sur l’Appendix to the Handbook of the Marvel Universe